# Eva Nansenová
Eva Helene Nansenová, rozená Sarsová, (17. prosince 1858 Christiania – 9. prosince 1907 Lysaker, kraj Akershus, Norsko) byla proslulá norská mezzosopranistka. Byla rovněž průkopnicí ženského lyžování.

## Životopis
Narodila se v tehdejší Christianii, dnešním Oslu, jako dcera mořského biologa, profesora zoologie a teologa Michaela Sarse (1805–1869) a jeho ženy Maren (1811–1898). Jejími bratry byli biolog Georg Ossian Sars a historik Ernst Sars. Po matčině linii byla neteří básníka a kritika Johana Sebastiana Welhavena a spisovatelky Elisabeth Welhavenové a sestřenicí architekta Hjalmara Welhavena.
V září 1889 se vdala za polárníka, vědce a diplomata Fridtjofa Nansena, který v roce 1922 obdržel za svoji práci pro válečné zajatce a uprchlíky Nobelovu cenu za mír. Měli spolu několik dětí včetně významného architekta Odda Nansena. Zemřela 9. prosince 1907 ve východonorském Lysakeru na zápal plic.

## Profesní dráha

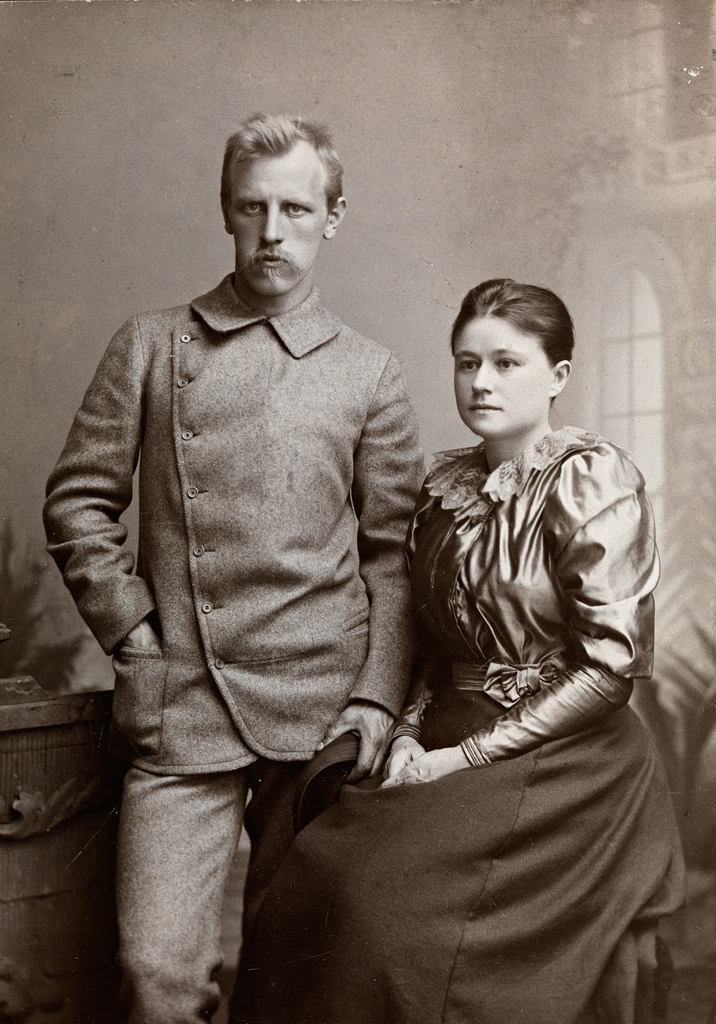
Eva Nansenová a Fridtjof Nansen v roce 1889

Eva Sarsová studovala zpěv pět let společně se svou sestrou Mally Lamersovou a švagrem, barytonistou a skladatelem Thorvaldem Lammersem. Jako operní zpěvačka debutovala v roce 1881 v Musikforeningenu, což byla předchůdkyně dnešní Osloské filharmonie. V letech 1886 a 1887 studovala v Berlíně u slavné belgické sopranistky Désirée Artôtové. Její specializací byla romantická písňová forma. Svůj koncertní debut měla jako mezzosopranistka v roce 1886. V letech 1880 až 1900 vystupovala na mnoha národních i mezinárodních koncertních představeních. Do jejího operního repertoáru patřily například Elsin sen z Wagnerovy opery Lohengrin a role Markétky v Schumannových Scénách z Goethova Fausta. Její skandinávská koncertní turné s pianistkou Erikou Nissenovou se setkávala s velkým nadšením. Byla považována za jednu z nejvýznačnějších romantických zpěvaček. Její poslední veřejný koncert se konal v prosinci 1899. Zazpívala tehdy nově zkomponovaný písňový cyklus Haugtussa od Edvarda Griega zkomponovaný na texty básní Arneho Garborga.
Hudebně rovněž přispívala při shromážděních v domě své matky, který byl před rokem 1898 místem schůzek liberálů a intelektuálů a říkalo se mu „První salon Christianie“.

## Lyžařská průkopnice

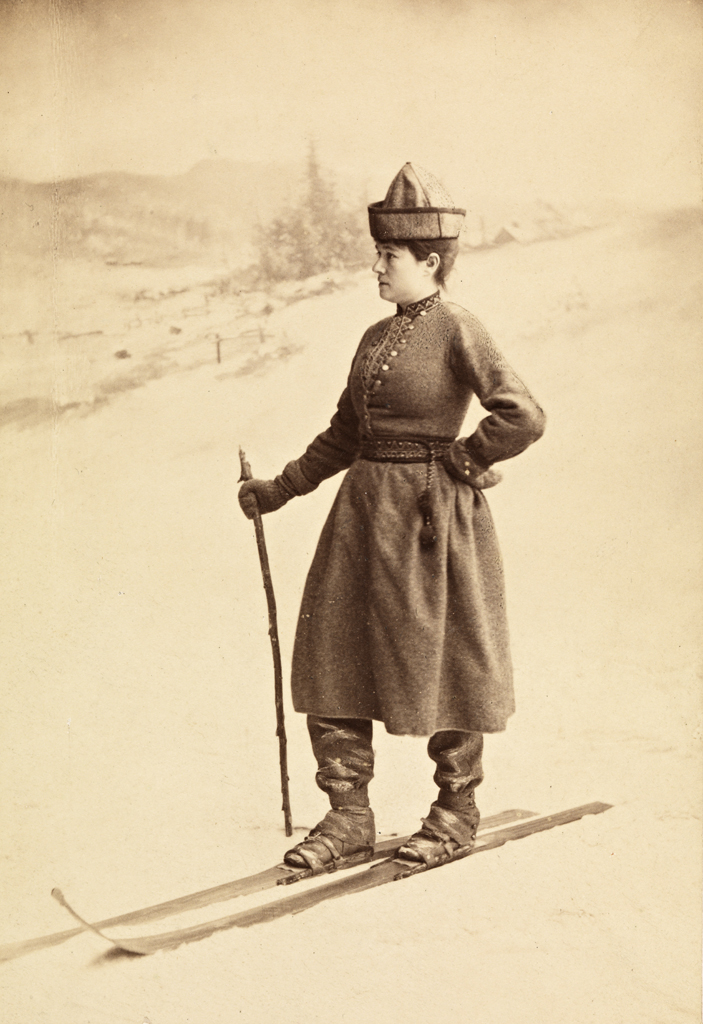
Eva Nansenová na lyžích (1889)

Eva Sarsová (Nansenová) byla schopná lyžařka. Společně s Cecilií Thoresenovou Krogovou vzbudila pozornost, když se jako jediné ženy dostavily na Husebyrennet – závody ve skoku na lyžích konané v Norsku v letech 1879–1891 – na lyžích. Později značně přispěla k právu žen zúčastňovat se zimních sportů za stejných podmínek jako muži. Během Velikonoc 1892 se zřejmě stala první ženou, která přešla na lyžích náhorní plošinu Hardangervidda ve středu jižního Norska. Doprovázel ji při tom její manžel Fridtjof Nansen. Při té příležitosti na sobě měla na tu dobu poněkud vyzývavý lyžařský oděv, který si ušila podle Nansenova návrhu. Sukně jejího oděvu totiž sahala je mírně pod kolena. V článku Skiløbningen uveřejněném v novinách Verdens Gang v březnu 1893 ostře polemizovala s těmi, kdo se stavěli proti ženskému lyžování.